# Pandoravirus salinus
Pandoravirus salinus – jeden z największych zidentyfikowanych wirusów.
Skomplikowane cząsteczki organiczne z rodzaju Pandoravirus, zostały znalezione w 2013 r. przez francuskich badaczy w osadach przybrzeżnych przy ujściu rzeki Tunquen, w środkowym Chile. Jest pasożytem ameb z rodzaju Acanthamoeba.
Jego genom składa się z 2 470 000 par zasad i zawiera około 2556 genów. Dla porównania wirus grypy ma tylko 10 genów, a człowiek – ok. 24 000.
Wirus ma owalny kształt, mierzy ok. 1 μm i jest widoczny pod mikroskopem optycznym.
Ponad 90% genów wirusów zaliczanych do Pandoravirus nie jest znana z dotychczas zbadanych genomów innych wirusów oraz bakterii i organizmów eukariotycznych. Są to nowe geny dla nauki Podobnie nie jest znana rola białek, które kodują. Pandoravirus salinus wydaje się mieć więcej wspólnego z komórkami niż innymi wirusami.
Francuscy naukowcy podejrzewają, że Pandoravirus salinus jak i odkryty przez ten sam zespół Pandoravirus dulcis, mogą reprezentować zupełnie nową formę życia.
Z powodu ich unikatowości morfologiczno-genetycznej utworzono zarówno nową rodzinę Pandoraviridae, jak i rodzaj Pandoravirus.